# Кфар-Масарик
Кфар-Масарик — кибуц на севере Израиля. Расположен в Западной Галилее, недалеко от Нааман и к югу от Акко; находится под юрисдикцией регионального совета Мате-Ашер.

## История
Основателями были еврейские иммигранты из Чехословакии и Литвы, обосновавшиеся в Петах-Тикве в 1932 году. В следующем году они основали кибуц Чехо-Лита и переехали в Бат-Галим в Хайфе . В 1934 году они переехали в район песчаных дюн недалеко от Кирьят-Хаима и сменили название группы на «Мишмар-Зевулун» (Страж Зевулуна). В 1937 году к ним присоединилась группа еврейских иммигрантов из Польши — членов прганизации «Хайоцер».
Несмотря на противодействие Еврейского агентства, которое считало, что песчаная почва не пригодна для ведения сельского хозяйства, 29 ноября 1938 года было основано поселение Мишмар-Звулун, 29-е по счету поселение, созданное по принципу «Стена и башня» . В 1940 году кибуц переехал на свое нынешнее место и был переименован в Кфар-Масарик, в честь Томаша Гаррига Масарика, первого президента Чехословакии.

## Экономика
В кибуце выращивают хлопок, помидоры и авокадо, разводят крупный рогатый скот, птицу и карпа, а также работают фабрики по производству бумаги и картона. Также производит электронные устройства.

## Население
По данным Центрального статистического бюро Израиля, население на начало 2020 года составляло 868 человек.

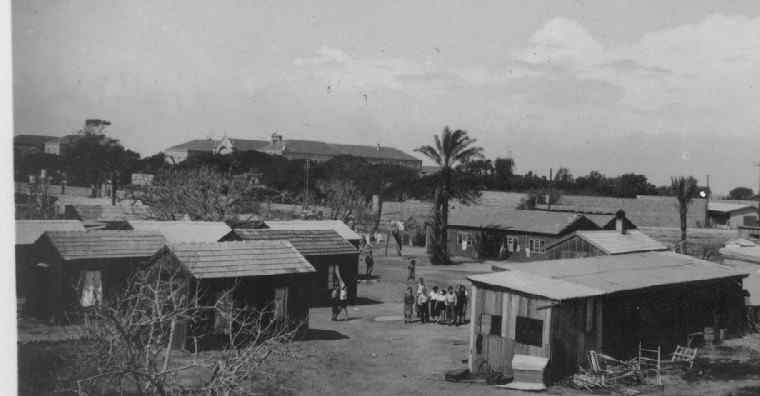
Кфар-Масарик, около 1940-1950 гг.
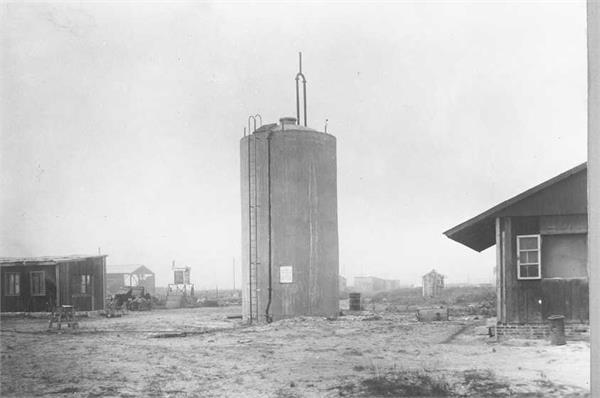
Водонапорная башня Кфар-Масарик, 1940 г.
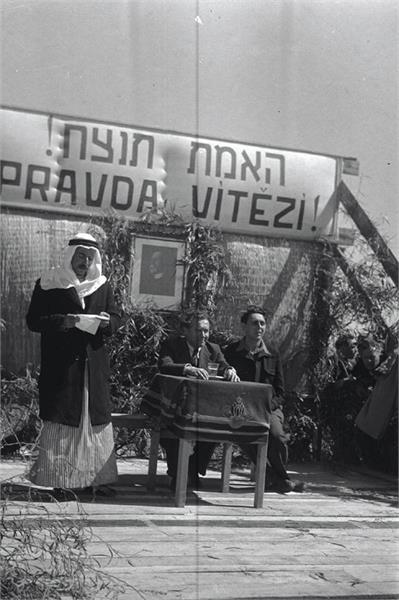
Церемония открытия Кфар-Масарика 1940 г.